# ぬた
ぬた（饅）
- 高知県伝統のタレの一種[1]。葉にんにくを刻んで、白味噌とゆず酢、砂糖などとよく混ぜ合わせたタレ[1]。ブリの刺身を食べるときによく使われる[1]。
- 膾（なます）の一種、饅膾（ぬたなます）の略称。現代では一般的に酢味噌で和えた料理を言う。本項で詳述。
- ずんだの別名。

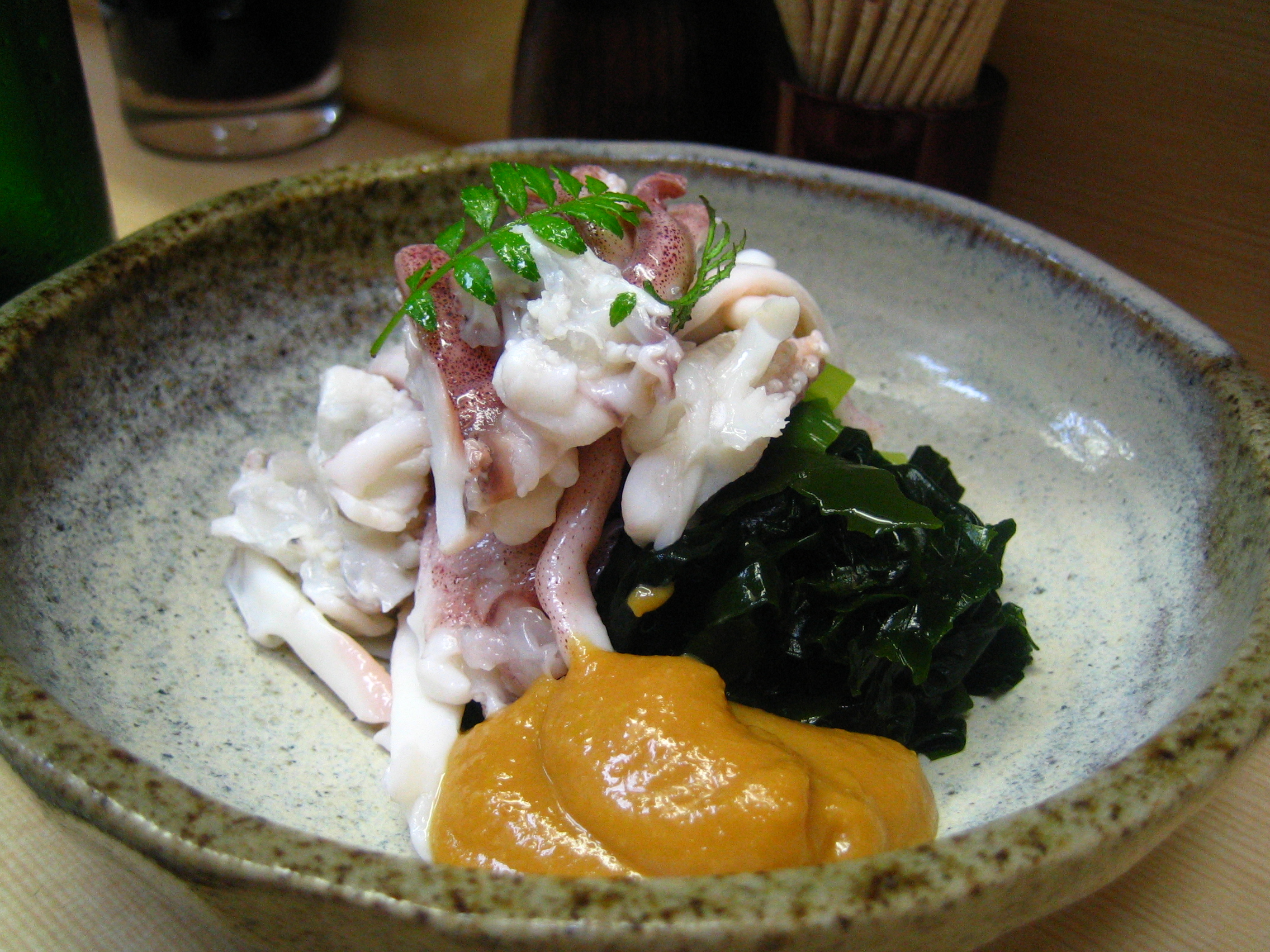
イカのぬた。

ぬた（饅）もしくはぬたなます（饅膾）は、膾（なます）の一種で、一般的に酢と味噌の合わせ調味料で和えた料理。日本の伝統料理、郷土料理の一つ。

## 概要
ネギ、ワケギなどの野菜類、マグロ、イカなどの魚類、青柳などの貝類、ワカメなどの海藻類を、酢味噌やからし酢味噌で和えた料理。

## 由来
味噌のどろりとした見た目が沼田を連想させることからこの名がついた。1603年成立の『日葡辞書』に「Nuta」（饅）の見出しで「Namasu（膾）などを調理するのに用いる一種のソース。または、酢づけ汁(escaueche)。¶Nutanamasu（饅膾）この酢づけ汁で作ったNamasu。」とあり、室町時代末期までに料理として成立していた。

## 利用方法
ぬたの味付けとなるタレは、基本調味料に甘みや色合いの点から、米麹を多めに使用した白味噌が多く使われ、この味噌に酢、砂糖、和からしなどを混ぜて作る。
具材は上記の通り、植物では「葷酒山門に入るを許さず」の「葷」が特によく合い、わけぎを代表とするネギ類がぬたの標準材料といえるほどに多く使われる。ネギ類の他にもラッキョウ、ニラ、ニンニク、或いは野草のノビル、ギョウジャニンニクなど、硫化アリルを臭み成分として持つ「葷」の範疇となる植物はぬたと相性が良い。
一方、魚介類では貝類なら青柳の舌きり、アカガイ、魚類ではマグロの赤身、イワシなどがぬたの具材として好まれ、よく使われる。
しかし、ぬたのソースは懐が広く、大半の食材がぬたの調味で美味しく食べられる。端的に言えば、野菜類では「おひたしで食べられるもの」、魚介類では「刺身で食べられるもの」がぬたにしても美味である。ホタルイカはゆでておき、食べる時にからし酢味噌を付けることが多いが、ぬたとしても良い。